# نايل باترسون
نايل باترسون (بالإنجليزية: Niall Patterson)‏ هو لاعب قذف بريطاني، ولد في 2 يناير 1962 في Cloughmills ‏ في المملكة المتحدة.